# Huesa del Común (kommunhuvudort)
Huesa del Común är en kommunhuvudort i Spanien.   Den ligger i provinsen Provincia de Teruel och regionen Aragonien, i den östra delen av landet, 240 km öster om huvudstaden Madrid. Huesa del Común ligger 858 meter över havet och antalet invånare är 107.
Terrängen runt Huesa del Común är platt åt nordost, men åt sydväst är den kuperad. Runt Huesa del Común är det mycket glesbefolkat, med 2 invånare per kvadratkilometer. Närmaste större samhälle är Muniesa, 9,3 km öster om Huesa del Común. Omgivningarna runt Huesa del Común är i huvudsak ett öppet busklandskap.